# Æstetik
Æstetik (af græsk aisthesis, 'fornemmelse', 'sans', 'følelse') er det filosofiske studium af kunstens væsen. Æstetikken undersøger begreber i forbindelse med kunst, såsom skønhed, smag, stil, kunstneriske virkemidler, kreativitet og fortolkning. Den beskæftiger sig med emner som kunst, kunstværkets stil og virkemidler, oplevelse af kunst og bedømmelse af kunst. Den stiller spørgsmål som: Hvad er kunst? Hvad er god kunst?
Traditionelt – og i mere daglig tale - bruges ordet ”æstetik” i betydningen ”læren om det skønne”. Tillægsordet ”æstetisk” bruges tilsvarende i betydningen ”smuk” eller ”smagfuld”, for eksempel i forbindelse med oplevelse af farver og former, der "virker godt" eller ”ser godt ud”, eller musik, der "lyder godt". To forskellige mennesker kan dog have en forskellig æstetik: De kan have forskellige opfattelser af, hvad der ser godt ud eller lyder godt. For eksempel har en heavy metal-musiker en anden æstetik end en elsker af wienermusik.

## Begrebets oprindelse
Begrebet æstetik blev dannet af den tyske oplysningsfilosof Alexander Gottlieb Baumgarten (1714–1762). I sin Aesthetica (1750-58) definerer han æstetik som videnskaben om den sanselige erkendelse. Æstetikken er altså oprindelig ikke specielt knyttet til det kunstfilosofiske eller det kunstskønne, men er ifølge Baumgarten en komplementær størrelse til logikken, der beskæftiger sig med det, der kan begribes med ånden. Æstetikken beskæftiger sig derimod med det, der kan begribes med sanserne.
Hos den tyske filosof Immanuel Kant (1724–1804) kommer æstetik til at betyde læren om de sanselige betingelser, og æstetikken bliver dermed knyttet til hans overvejelser over mulighedsbetingelserne for erkendelse. Men hos Kant sker der dog også en glidning af ordets betydning i retning af dets nuværende betydning: kunstfilosofi. I sin Kritik af dømmekraften (1790) siger han, at den rene æstetiske oplevelse består i et interesseløst velbehag, der retter sig mod kunstværket, uden formålsrettede bagtanker. I den tyske filosof Georg Wilhelm Friedrich Hegels (1770–1831) æstetiske forelæsninger (i årene 1818–1829) bliver denne betydning (kunstfilosofi) endegyldigt slået fast.

## Moderne æstetik
Æstetik opfattes som sagt undertiden som ”læren om det skønne”, men den moderne kunst har i høj grad løsnet forbindelsen mellem kunsten og det skønne. Det er efter 1900 blevet en almindelig opfattelse, at kunst ganske vist kan være smuk, men alligevel kan lade det hæslige vinde indpas i sublimeret form. At ”sublimere” betyder at omforme det hæslige på en sådan måde, at det ikke fremstår som udelukkende frastødende. Det hæslige bliver ”ophøjet”, således at det kan opleves som noget vældigt, noget ærefrygtindgydende – og dermed som noget æstetisk. Den spanske maler Pablo Picassos maleri Guernica fra 1937 er et eksempel på det.
Samtidig er der sket en æstetisering af områder, der tidligere ikke regnedes for kunst, for eksempel design, reklame og internetportaler (f.eks. TikTok). Sådanne tendenser - sammen med bestemte udviklinger inden for den moderne kunst – har med fornyet kraft rejst spørgsmålet om kunstens grænser: Hvad er kunst, og hvad er ikke kunst?